# Многоточия
«Многоточия» — песня российской поп-певицы Zivert, выпущенная 16 октября 2020 года в качестве сингла на лейбле «Первое Музыкальное издательство». В песне Zivert описывает отношения, которые зашли в тупик. Они причиняют боль обоим партнёрам.

## История
По данным сайта ТНТ Music, стихотворение, задействованное в песне, Zivert выложила в своём Instagram-аккаунте в апреле 2018 года.
За полторы недели до выхода сингла певица опубликовала тизер. Его визуальным рядом стали вставки из мелодрамы Эдриана Лайна «Девять с половиной недель», где снимались Микки Рурк и Ким Бейсингер.
Двумя неделями позже официального релиза выходит радио-версия сингла, в котором отсутствует вступительная часть.

## Видеоклип
Релиз официального видеоклипа на трек состоялся 26 ноября 2020 года на YouTube-канале Zivert. В нём певица работает официанткой в ресторане под названием «Любовь». Каждый день её работы она наблюдает за влюблёнными парами. Позже она не выдерживает и крадёт фигуру в виде сердца, благодаря которой у неё позднее появляется любовь. Но потом сердце начинает увеличиваться и поглощает исполнительницу. Режиссёром видео выступил Алексей Куприянов, срежиссировавший предыдущий клип певицы «Неболей».

## Отзывы
Владислав Шеин из ТНТ Music, заметил, что песня начинается с «меланхоличного отрывка из поэзии Юли, который она зачитывает под звуки движущегося поезда», упомянув при этом, что «следом певица уже с помощью музыки пытается разогнать накопившийся в душе минор».

## Чарты
| Чарт (2020)               | Высшая позиция |
| ------------------------- | -------------- |
| Казахстан (iTunes)        | 15             |
| Россия (iTunes)           | 15             |
| Беларусь (iTunes)         | 177            |
| Россия (YouTube)          | 40             |
| Украина (YouTube)         | 46             |
| Беларусь (Apple Music)    | 4              |
| Россия (Apple Music)      | 15             |
| Армения (Apple Music)     | 34             |
| Узбекистан (Apple Music)  | 34             |
| Кыргызстан (Apple Music)  | 35             |
| Украина (Apple Music)     | 36             |
| Латвия (Apple Music)      | 40             |
| Эстония (Apple Music)     | 45             |
| Казахстан (Apple Music)   | 49             |
| Молдова (Apple Music)     | 80             |
| Азербайджан (Apple Music) | 106            |
| Таджикистан (Apple Music) | 124            |
| Литва (Apple Music)       | 169            |

| Чарт (2020-21)                             | Высшая позиция |
| ------------------------------------------ | -------------- |
| Россия (Яндекс.Музыка)                     | 2              |
| Россия (Apple Music)                       | 3              |
| Россия (СберЗвук)                          | 6              |
| Россия (ВКонтакте)                         | 16             |
| Россия (Tophit)                            | 1              |
| Москва (Tophit)                            | 3              |
| Россия (Apple Music)                       | 8              |
| Мир (Shazam)                               | 5              |
| Россия (YouTube Music)                     | 7              |
| Мир (Муз-ТВ)                               | 1              |
| Россия (RU.TV)                             | 14             |
| Россия (ТНТ Music)                         | 3              |
| Мир (Европа Плюс)                          | 12             |
| Россия (Европа Плюс)                       | 2              |
| Украина (Tophit Radio & YouTube Hits)      | 24             |
| Украина (Tophit YouTube Hits)              | 37             |
| Украина (Tophit City & Country Radio Hits) | 42             |
| Украина (ФДР)                              | 27             |
| Болгария (PROPHON)                         | 5              |